# Elecciones legislativas de Ecuador de 2021
Las elecciones legislativas de Ecuador de 2021  se realizaron el 7 de febrero de 2021 para elegir a los 137 asambleístas (15 nacionales, 116 provinciales y 6 del extranjero) y conformar el pleno del Cuarto período legislativo de la Asamblea Nacional del Ecuador. Estas elecciones se hicieron simultáneamente a las elecciones presidenciales, para elegir al presidente y vicepresidente del país.

## Antecedentes
El proceso preelectoral y de preparación para las elecciones inició a finales del 2019, etapa en la cual el Consejo Nacional Electoral estudia y realiza el presupuesto para los comicios, determina los montos, costos y requisitos de los candidatos, determinación de los partidos habilitados para participar y establecer las fechas de las elecciones.

### 2019
El 31 de octubre de 2019, el CNE eliminó del registro electoral al Partido Adelante Ecuatoriano Adelante lista 7, ex PRIAN, del empresario y excandidato presidencial Álvaro Noboa por no cumplir con los requisitos para su existencia, siendo estos no alcanzar el 4% de los votos válidos en dos elecciones pluripersonales consecutivas a escala nacional, o al menos tres representantes a la Asamblea Nacional, ni el 8% de alcaldías, así como tampoco un concejal o concejala en cada uno de, por lo menos, el 10% de los cantones del país.
El mismo día, el CNE anunció la terminación de los contratos provisionales de 570 empleados de la institución por falta de presupuesto, creando una crisis en la institución poniendo en riesgo la correcta realización de los comicios de 2021.

#### Cambios al Código de la Democracia
El 4 de diciembre de 2019, la Asamblea Nacional aprobó varias reformas al código de la democracia, entre las cuales se encuentran:
- Se prohíbe la votación entre listas.[6] La votación en plancha obligatoria derogó el resultado de la pregunta 6 del Referéndum de Ecuador de 1997.
- El cambio del método D' Hondt al método Webster para la asignación de escaños de asambleístas, parlamentarios andinos, consejeros provinciales, concejales cantonales y vocales de juntas parroquiales y el cambio a votación por listas cerradas o voto en plancha, no por candidato.[7]
- Los sujetos políticos que alcancen menos del 4% en dos elecciones seguidas deberán devolver el 50% del fondo de promoción electoral recibido.[8]
- Los dignatarios que postulen a la reelección deben tomar licencia sin sueldo. Si postulan a otro cargo, deben renunciar antes de inscribirse.[9]
- Los binomios presidenciales deberán ser conformados obligatoriamente entre un hombre y una mujer a partir de las elecciones presidenciales del 2025.
- Paridad y alternabilidad de género en las cabezas de listas para las elecciones pluripersonales, debiendo encabezar una mujer el 50% de las listas y un 25% de jóvenes.
- Mayores regulaciones al financiamiento y control de los fondos electorales, bancarización de los recursos de los partidos políticos, creación de sistemas contables que deben llevar las organizaciones políticas y de interconexión entre Fiscalía, Contraloría, Unidad de Análisis Financiero y Económico (UAFE), para monitorear los recursos.[10]

#### Informe de la Contraloría General del Estado
La Contraloría General del Estado emitió un informe preliminar en el que recomienda al CNE que invalidara el registro de 4 de las 24 organizaciones políticas nacionales: Los movimientos Fuerza ¡Compromiso Social! (5); Libertad es Pueblo (9); Justicia Social (11) y Juntos Podemos (33) La Contraloría determinó que los cuatro movimientos no cumplen con el 1,5% de afiliados, que estipula como requisito el artículo 109 de la Constitución para ser legalizados, de acuerdo con el padrón del último proceso electoral.
La recomendación forma parte de un borrador de examen especial que se encuentra en su etapa de descargo. La Contraloría, en agosto de 2019, ordenó el inicio de un proceso de control a los sistemas informáticos, infraestructura tecnológica, así como al registro y extinción de organizaciones políticas, entre el 1 de febrero del 2013 y el 31 de agosto de 2018.
El CNE deberá obligatoriamente acoger la decisión, tras lo cual los correístas agrupados en Fuerza Compromiso Social presentaron una denuncia en la Defensoría del Pueblo.
El 16 de septiembre de 2020, el CNE ratificó la eliminación de los cuatro movimientos políticos del registro electoral, impidiendo así su participación en los comicios del 2021.

## Escaños
Se escogerán 137 asambleístas, repartidos de la siguiente manera:
15 Asambleístas nacionales
116 Asambleístas provinciales
| Provincia                      | Escaños | Provincia        | Escaños |
| ------------------------------ | ------- | ---------------- | ------- |
| Azuay                          | 5       | Bolívar          | 3       |
| Cañar                          | 3       | Carchi           | 3       |
| Chimborazo                     | 4       | Cotopaxi         | 4       |
| El Oro                         | 5       | Esmeraldas       | 4       |
| Galápagos                      | 2       | Guayas           | 20      |
| Imbabura                       | 4       | Loja             | 4       |
| Los Ríos                       | 6       | Manabí           | 9       |
| Morona Santiago                | 2       | Napo             | 2       |
| Orellana                       | 2       | Pastaza          | 2       |
| Pichincha                      | 16      | Santa Elena      | 3       |
| Santo Domingo de los Tsáchilas | 4       | Sucumbíos        | 3       |
| Tungurahua                     | 4       | Zamora Chinchipe | 2       |

6 Asambleístas de los migrantes
| Circunscripción especial | # | Circunscripción especial | # | Circunscripción especial           | # |
| ------------------------ | - | ------------------------ | - | ---------------------------------- | - |
| Europa, Oceanía y Asia   | 2 | Canadá y Estados Unidos  | 2 | Latinoamérica, El Caribe y África. | 2 |

## Distritos electorales
Para las elecciones legislativas de 2013 se crearon distritos en las 3 provincias más pobladas del país: Guayas, Pichincha y Manabí. Los distritos electorales fueron:

### Distritos electorales de Pichincha
|                           | |                         |
| Distrito                  | Cantones y/o Parroquias del Distrito Electoral | Asambleístas que eligen |
| ------------------------- | --- | ----------------------- |
| Distrito Quito Norte      | 16 Parroquias Urbanas de Quito DM:Belisario Quevedo El Inca Carcelén Mariscal Sucre Iñaquito Ponceano Itchimbía Jipijapa Kennedy Rumipamba Cochapamba Comité del Pueblo San Juan Concepción Cotocollao El Condado | 4 Asambleístas          |
| Distrito Quito Sur        | 16 Parroquias Urbanas de Quito DM:Magdalena Guamaní Centro Histórico Chilibulo Puengasí Chillogallo Quitumbe Chimbacalle La Argelia San Bartolo La Ecuatoriana La Ferroviaria Solanda La Libertad Turubamba La Mena | 5 Asambleístas          |
| Distrito Parroquias Rural | 33 Parroquias Rurales de Quito DM:Alangasí Amaguaña Atahualpa Calacalí Calderón Conocoto Cumbayá Chavezpamba Checa El Quinche Gualea Guangopolo Guayllabamba La Merced Llano Chico Lloa Nanegal Nanegalito Nayón Nono Pacto Perucho Pifo Píntag Pomasqui Puéllaro Puembo San Antonio de Pichincha San José de Minas Tababela Tumbaco Yaruquí Zámbiza | 4 Asambleístas          |
| Distrito Pichincha        | 7 cantones de Pichincha:Cayambe Mejía Pedro Moncayo Pedro Vicente Maldonado Puerto Quito Rumiñahui San Miguel de Los Bancos | 3 Asambleístas          |

### Distritos electorales de Manabí
|            | |                         |
| Distrito   | Cantones del Distrito Electoral                                                                                                   | Asambleístas que eligen |
| ---------- | --- | ----------------------- |
| Distrito 1 | 12 cantones de Manabí: Bolívar Chone El Carmen Flavio Alfaro Junín Jama Pedernales Pichincha Rocafuerte Sucre San Vicente Tosagua | 4 Asambleístas          |
| Distrito 2 | 10 cantones de Manabí: Veinticuatro de Mayo Jaramijó Jipijapa Manta Montecristi Olmedo Paján Portoviejo Puerto López Santa Ana    | 5 Asambleístas          |

### Distritos electorales de Guayas
|            | |                         |
| Distrito   | Cantones y/o Parroquias del Distrito Electoral | Asambleístas que eligen |
| ---------- | --- | ----------------------- |
| Distrito 1 | 2 Parroquias de Guayaquil:Ximena Febres Cordero | 5 Asambleístas          |
| Distrito 2 | 2 Parroquias de Guayaquil:Tarqui Pascuales | 5 Asambleístas          |
| Distrito 3 | 17 Parroquias de Guayaquil:Ayacucho Bolívar Pedro Carbo Chongón García Moreno Letamendi Nueve de Octubre Olmedo Roca Rocafuerte Sucre Urdaneta Gómez Rendón El Morro Posorja Puná Tenguel 3 Cantones de Guayas: Durán Playas Samborondón                           | 5 Asambleístas          |
| Distrito 4 | 21 Cantones de Guayas: Alfredo Baquerizo Balao Balzar Colimes Daule El Empalme El Triunfo Milagro Naranjal Naranjito Palestina Pedro Carbo Santa Lucía Salitre Yaguachi Simón Bolívar Marcelino Maridueña Nobol Lomas de Sargentillo Antonio Elizalde Isidro Ayora | 5 Asambleístas          |

## Resultados
Partidos con representación parlamentaria. 
| Partido / Movimiento      | Partido / Movimiento      | Partido / Movimiento                                                                                                 | Lista Nacional | Lista Nacional | Lista Nacional | Listas Provinciales | Listas Provinciales | Listas Provinciales | Listas del Exterior | Listas del Exterior | Listas del Exterior | Total | +/-         |
| Partido / Movimiento      | Partido / Movimiento      | Partido / Movimiento                                                                                                 | Votos          | %              | A.             | Votos               | %                   | A.                  | Votos               | %                   | A.                  | Total | +/-         |
| ------------------------- | ------------------------- | --- | -------------- | -------------- | -------------- | ------------------- | ------------------- | ------------------- | ------------------- | ------------------- | ------------------- | ----- | ----------- |
| 1 5                       |                           | Unión por la Esperanza - Centro Democrático - Fuerza Compromiso Social                                               | 2 584 595      | 32,21          | 5              | 2 432 925           | 29,81               | 44                  | 43 421              | 39,74               | 4                   | 49    | 49          |
| 18                        |                           | Movimiento de Unidad Plurinacional Pachakutik (MUPP)                                                                 | 1 348 679      | 16,81          | 3              | 1 140 257           | 13,97               | 24                  | 14 515              | 14,63               | 1                   | 27    | 23          |
| 12                        |                           | Izquierda Democrática (ID)                                                                                           | 961 513        | 11,98          | 2              | 846 745             | 10,37               | 16                  | 9452                | 9,52                | 0                   | 18    | 14          |
| 6                         |                           | Partido Social Cristiano (PSC)                                                                                       | 780 541        | 9,73           | 2              | 932 622             | 11,43               | 16                  | 9031                | 9,10                | 0                   | 18    | 3           |
| 21                        |                           | Movimiento CREO (CREO)                                                                                               | 774 238        | 9,65           | 2              | 736 889             | 9,03                | 10                  | 8886                | 8,96                | 1                   | 12    | 22          |
| 17 51                     |                           | Alianza Honestidad - Partido Socialista Ecuatoriano (PSE) - Movimiento Concertación (MC)                             | 301 369        | 3,76           | 1              | 155 979             | 1,91                | 1                   | 1949                | 1,96                | 0                   | 2     | 2           |
| 35                        |                           | Alianza PAIS (PAIS)                                                                                                  | 222 092        | 2,77           | 0              | 181 408             | 2,22                | 0                   | 2435                | 2,45                | 0                   | 0     | 74          |
| 4                         |                           | Ecuatoriano Unido (MEU)                                                                                              | 166 888        | 2,08           | 0              | 193 840             | 2,38                | 2                   | 1407                | 1,75                | 0                   | 2     | Nuevo       |
| 8                         |                           | Partido Avanza | 154 529        | 1,93           | 0              | 202 149             | 2,48                | 2                   | 2223                | 2,24                | 0                   | 2     | 2           |
| 3                         |                           | Partido Sociedad Patriótica (PSP)                                                                                    | 145 398        | 1,81           | 0              | 157 424             | 1,93                | 1                   | -                   | -                   | N/A                 | 1     | 1           |
| 2                         |                           | Unidad Popular (UP)                                                                                                  | 139 969        | 1,74           | 0              | 163 103             | 2,00                | 0                   | 1512                | 1,52                | 0                   | 0     | Sin cambios |
| 23                        |                           | Partido SUMA (SUMA)                                                                                                  | 135 038        | 1,68           | 0              | 177 280             | 2,17                | 0                   | 4433                | 4,47                | 0                   | 0     | Nuevo       |
| 20                        |                           | Democracia Sí (MDS)                                                                                                  | 84 209         | 1,05           | 0              | 155 307             | 1,90                | 1                   | 1267                | 1,28                | 0                   | 1     | Nuevo       |
| 10                        |                           | Fuerza Ecuador (FE)                                                                                                  | 70 854         | 0,87           | 0              | 27 645              | 0,34                | 0                   | 396                 | 0,40                | 0                   | 0     | 1           |
| 19                        |                           | Unión Ecuatoriana (UE)                                                                                               | 59 080         | 0,74           | 0              | 110 920             | 1,36                | 1                   | 568                 | 0,57                | 0                   | 1     | 1           |
| 25                        |                           | Movimiento Construye (MC25)                                                                                          | 57 711         | 0,72           | 0              | 150 868             | 1,85                | 1                   | 693                 | 0,70                | 0                   | 1     | 1           |
| 33                        |                           | Movimiento Nacional Juntos Podemos (MNJP)                                                                            | 37 438         | 0,47           | 0              | 48 585              | 0,59                | 0                   | 705                 | 0,71                | 0                   | 0     | Nuevo       |
| 11                        |                           | Movimiento Justicia Social (MJS)                                                                                     | -              | -              | N/A            | 25 970              | 0,33                | 0                   | -                   | -                   | N/A                 | 0     | Nuevo       |
|                           |                           | Movimientos Provinciales - Alianza Igualdad - Participa (Azuay) - MINGA (Chimborazo) - Acuerdo Ciudadano (Sucumbíos) | -              | -              | N/A            | 321 037             | 3,93                | 3                   | -                   | -                   | N/A                 | 3     | Sin cambios |
| Votos válidos             | Votos válidos             | Votos válidos | 8 025 416      | 75,60          |                | 8 160 953           | 77,75               |                     | 99 228              | 79,94               |                     |       |             |
| Votos en blanco           | Votos en blanco           | Votos en blanco | 1 090 534      | 10,27          | 952 656        | 9,08                | 13 541              | 11,29               |                     |                     |                     |       |             |
| Votos nulos               | Votos nulos               | Votos nulos | 1 500 507      | 14,13          | 1 382 573      | 13,17               | 7138                | 5,95                |                     |                     |                     |       |             |
| Total                     | Total                     | Total | 10 616 457     | 100,00         | 15             | 10 496 182          | 100,00              | 116                 | 119 907             | 100,00              | 6                   | 137   | Sin cambios |
| Registrados/Participación | Registrados/Participación | Registrados/Participación                                                                                            | 13.107.364     | 81,00          | 0,68           | 12 661 372          | 82,90               | 0,28                | 410 146             | 29,34               | 5,88                |       |             |

Fuente:

### Escaños obtenidos en Lista Nacional, Provinciales y del Exterior
| Provincias                          |    |    |    |    |    |   |   |   |   |   |   |   | MINGA |   |   | Total |
| ----------------------------------- | -- | -- | -- | -- | -- | - | - | - | - | - | - | - | ----- | - | - | ----- |
| Nacional                            | 5  | 3  | 2  | 2  | 2  | 1 |   |   |   |   |   |   |       |   |   | 15    |
| Azuay                               | 1  | 2  | 1  |    |    |   |   |   |   |   |   |   |       | 1 |   | 5     |
| Bolívar                             |    | 2  |    | 1  |    |   |   |   |   |   |   |   |       |   |   | 3     |
| Cañar                               | 1  | 1  |    |    |    |   |   |   |   | 1 |   |   |       |   |   | 3     |
| Carchi                              | 1  |    | 1  |    |    |   |   | 1 |   |   |   |   |       |   |   | 3     |
| Chimborazo                          | 1  | 1  |    |    |    |   |   |   |   |   | 1 |   | 1     |   |   | 4     |
| Cotopaxi                            | 1  | 2  | 1  |    |    |   |   |   |   |   |   |   |       |   |   | 4     |
| El Oro                              | 2  | 1  | 1  | 1  |    |   |   |   |   |   |   |   |       |   |   | 5     |
| Esmeraldas                          | 2  |    |    | 1  | 1  |   |   |   |   |   |   |   |       |   |   | 4     |
| Galápagos                           |    |    |    | 1  | 1  |   |   |   |   |   |   |   |       |   |   | 2     |
| Guayas - Distrito 1                 | 2  |    | 1  | 2  |    |   |   |   |   |   |   |   |       |   |   | 5     |
| Guayas - Distrito 2                 | 2  |    | 1  | 1  | 1  |   |   |   |   |   |   |   |       |   |   | 5     |
| Guayas - Distrito 3                 | 2  |    |    | 2  | 1  |   |   |   |   |   |   |   |       |   |   | 5     |
| Guayas - Distrito 4                 | 3  | 1  |    | 1  |    |   |   |   |   |   |   |   |       |   |   | 5     |
| Imbabura                            | 1  | 1  | 1  |    | 1  |   |   |   |   |   |   |   |       |   |   | 4     |
| Loja                                | 1  | 1  | 1  |    | 1  |   |   |   |   |   |   |   |       |   |   | 4     |
| Los Ríos                            | 3  |    |    | 1  |    |   | 1 | 1 |   |   |   |   |       |   |   | 6     |
| Manabí - Distrito 1                 | 3  |    |    |    |    |   |   |   |   |   |   | 1 |       |   |   | 4     |
| Manabí - Distrito 2                 | 4  |    | 1  |    |    |   |   |   |   |   |   |   |       |   |   | 5     |
| Morona Santiago                     |    | 2  |    |    |    |   |   |   |   |   |   |   |       |   |   | 2     |
| Napo                                |    | 1  |    |    |    |   |   |   | 1 |   |   |   |       |   |   | 2     |
| Orellana                            | 1  | 1  |    |    |    |   |   |   |   |   |   |   |       |   |   | 2     |
| Pastaza                             |    | 1  |    | 1  |    |   |   |   |   |   |   |   |       |   |   | 2     |
| Pichincha - Distrito 1              | 1  |    | 1  | 1  | 1  |   |   |   |   |   |   |   |       |   |   | 4     |
| Pichincha - Distrito 2              | 1  | 1  | 2  |    | 1  |   |   |   |   |   |   |   |       |   |   | 5     |
| Pichincha - Distrito 3              | 1  | 1  | 1  |    | 1  |   |   |   |   |   |   |   |       |   |   | 4     |
| Pichincha - Distrito 4              | 1  | 1  | 1  |    |    |   |   |   |   |   |   |   |       |   |   | 3     |
| Santa Elena                         | 1  |    |    | 1  |    |   | 1 |   |   |   |   |   |       |   |   | 3     |
| Santo Domingo                       | 2  |    | 1  | 1  |    |   |   |   |   |   |   |   |       |   |   | 4     |
| Sucumbios                           | 1  | 1  |    |    |    |   |   |   |   |   |   |   |       |   | 1 | 3     |
| Tungurahua                          | 1  | 1  | 1  | 1  |    |   |   |   |   |   |   |   |       |   |   | 4     |
| Zamora Chinchipe                    |    | 1  |    |    |    | 1 |   |   |   |   |   |   |       |   |   | 2     |
| América Latina, el Caribe, y África | 1  |    |    |    | 1  |   |   |   |   |   |   |   |       |   |   | 2     |
| Estados Unidos y Canadá             | 1  | 1  |    |    |    |   |   |   |   |   |   |   |       |   |   | 2     |
| Europa, Asia, y Oceanía             | 2  |    |    |    |    |   |   |   |   |   |   |   |       |   |   | 2     |
| Total                               | 49 | 27 | 18 | 18 | 12 | 2 | 2 | 2 | 1 | 1 | 1 | 1 | 1     | 1 | 1 | 137   |

## Sondeos de intención de voto
| Fecha                             | Fuente               | CD    | UP    | PSP   | MEU   | FCS    | PSC    | PPA   | FE    | MJS  | ID    | AMIGO | PSE  | MUPP   | UE   | MDS   | CREO   | SUMA  | MC25 | MNJP  | PAIS  | MC    |
| --------------------------------- | -------------------- | ----- | ----- | ----- | ----- | ------ | ------ | ----- | ----- | ---- | ----- | ----- | ---- | ------ | ---- | ----- | ------ | ----- | ---- | ----- | ----- | ----- |
| 8 y 9 de febrero de 2020          | CIEES                |       | 1,8%  | 3,2%  |       | 11,8%  | 10,1%  | 3,2%  |       |      |       |       |      | 8,2%   |      |       | 4,9%   |       |      |       | 7,9%  |       |
| 1 y 5 de agosto de 2020           | Click Report         |       |       |       |       | 15.51% | 11,90% |       |       |      |       |       |      | 13.05% |      |       | 14.87% |       |      |       | 5,62% |       |
| 15 y 18 de septiembre de 2020     | Pulso Ciudadano      | 8,24% | 0,55% | 2,30% | 0,62% |        | 2,58%  | 3,32% | 1,25% |      | 4,65% |       |      | 14.10% |      | 0,62% | 0,41%  | 0,83% |      | 0,62% | 3,63% | 3,53% |
| 8 y 14 de septiembre de 2020      | Atlas Intel          | 42,8% |       | 0,8%  | 1,2%  |        | 3,8%   | 1,2%  | 0,7%  | 0,5% | 0,4%  | 0,1%  |      | 4,0%   |      | 0,2%  | 27,2%  | 0,7%  | 0,2% | 0,2%  | 1,9%  | 0,8%  |
| 1 septiembre 1 de octubre de 2020 | Clima Social         | 17,2% | 0,1%  | 3,0%  | 0,1%  |        | 4,0%   | 1,7%  | 0,5%  |      | 0,7%  |       | 0,1% | 8,2%   | 0,1% | 2,6%  | 13,0%  | 1,9%  | 0,9% |       | 4,6%  | 1,3%  |
| 23 y 29 de diciembre de 2020      | Atlas Intel          | 33,3% |       | 1,1%  | 1,7%  |        |        | 3,5%  | 0.5%  | 6,9% | 2,7%  | 0,0%  |      | 7,6%   | 1,7% | 0,1%  | 24,9%  |       | 0,4% | 0,5%  | 2,4%  | 0,5%  |
| 18 y 19 de enero de 2021          | Comunicaliza         | 16,7% | 1%    | 2,1%  | 0,8%  |        | 2,3%   | 1,1%  | 0,7%  |      | 1,4%  |       |      | 5,2%   | 0,6% | 0,6%  | 3,4%   | 0,6%  | 0,5% | 0,4%  | 1,6%  | 1,8%  |
| 18 y 19 de enero de 2021          | Comunicaliza         | 17,9% | 1,2%  | 1,2%  | 2%    |        | 4,2%   | 1,9%  | 0,1%  |      | 2,2%  |       |      | 6,5%   |      | 0,6%  | 5,8%   | 1,4%  | 0,2% | 0,2%  | 2,3%  | 0,8%  |
| 11 y 18 de enero de 2021          | Clima Social         | 24,2% | 1,4%  | 2,6%  | 1%    |        | 3,5%   | 2,6%  | 1,3%  |      | 2%    |       | 0,4% | 13,3%  | 0,7% | 1,4%  | 13,8%  | 1,3%  | 0,8% |       | 2,2%  | 1,4%  |
| 15 y 21 de enero de 2021          | Atlas Intel          | 36%   |       | 2,2%  | 0,8%  |        |        | 2,3%  | 0.4%  | 3,7% | 4,7%  | 2,0%  |      | 9,4%   | 0,2% | 0,3%  | 25,5%  |       | 1,1% | 0,4%  | 1,2%  | 0,9%  |
| 26 de enero de 2021               | Informe Confidencial | 17%   |       |       |       |        |        | 2%    |       |      | 2%    |       |      | 8%     |      |       | 10%    |       |      |       |       |       |